# Jacob Friedrich Benedict Schmid

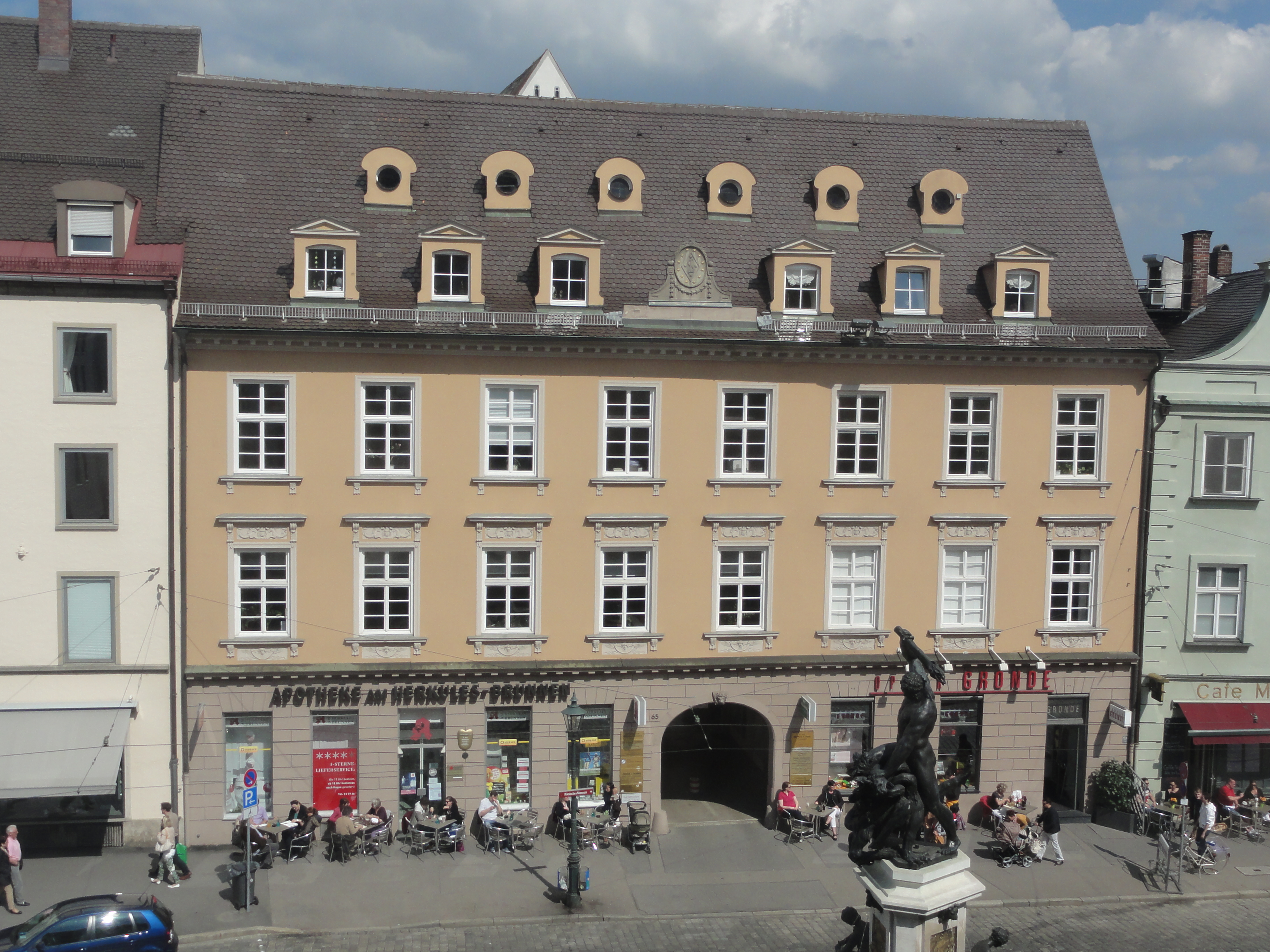
Der ehemalige Sitz des Bankhauses Friedrich Schmid & Co. in Augsburg, Maximilianstraße 65

Jacob Friedrich Benedict Schmid (* 30. Mai 1807 in Augsburg; † März 1853 ebenda) war ein deutscher Bankier in Augsburg.

## Leben

### Familie
Als Sohn des Augsburger Bankiers Jacob Friedrich Schmid und seiner Ehefrau Susanna Johanna Elisabeth, geb. von Rad, war Schmid mit zahlreichen Familien des Augsburger Patriziats und des Wirtschaftsbürgertums verwandt. Diese Beziehungen vertiefte er am 3. Mai 1835 durch die Eheschließung mit Eugenie Forster, einer Tochter des Carl Ludwig Forster, Inhaber der Kattunfabrik Schoeppler & Hartmann. Aus der Ehe gingen neun Kinder hervor. Die Familie bewohnte zunächst das Rad’sche Haus in Augsburg, Grottenau 2, zog aber 1849 in das angemietete Bürgerhaus in der Maximilianstraße 65, in dem auch das Bankhaus Friedrich Schmid & Co. Platz fand. Mit finanzieller Unterstützung seines Schwiegervaters erwarb Schmid zudem ein Gartengut in Augsburg, Froelichstraße 20a.

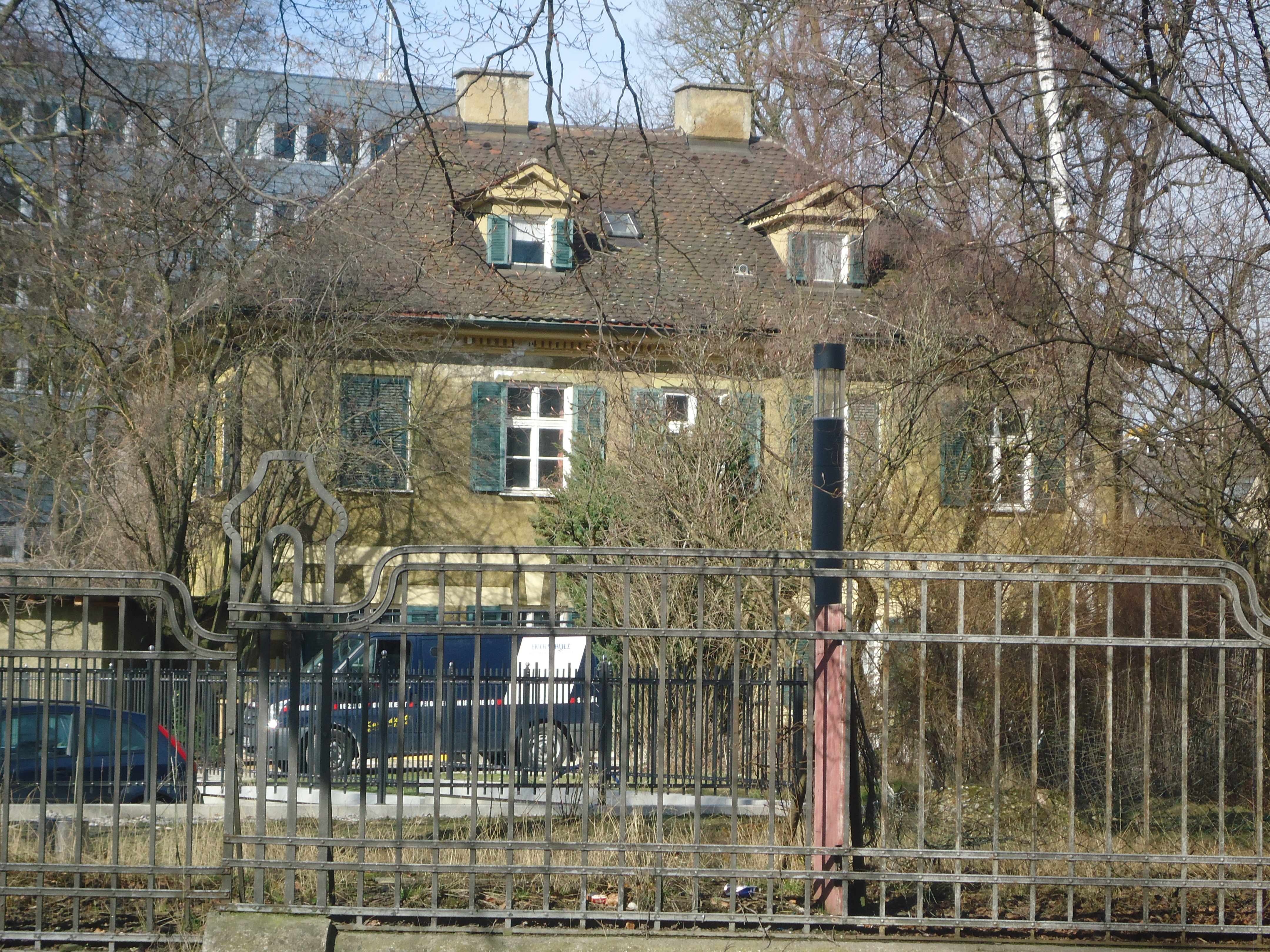
Das frühere Gartenhaus der Familie Schmid in Augsburg, Froelichstraße 20a

### Kaufmännische Tätigkeit
Schmid besuchte das Humanistische Gymnasium bei St. Anna in Augsburg, wo er 1822 das Absolutorium bestand. Nach dem Tod seines Vaters am 11. Januar 1824 musste er das im Jahr 1823 an der Friedrich-Alexander-Universität Erlangen begonnene Studium der Rechtswissenschaften abbrechen. Als Vorbereitung auf seinen Eintritt in das Bankhaus Erzberger & Schmid durchlief er in der Schweiz und Italien eine Ausbildung zum Kaufmann.
Anschließend nahm er die Tätigkeit in dem vom Vater mitbegründeten Bankhaus ein. Im Jahr 1832 erhielt er Prokura, wurde jedoch von Dietrich Erzberger, dem Kompagnon seines verstorbenen Vaters nicht als gleichberechtigter Partner angesehen. Nachdem Erzberger um 1845 seine Söhne Albert Erzberger und Hermann Erzberger als Gesellschafter aufgenommen hatte, schied Schmid im Jahr 1849 aus der Privatbank aus, die daraufhin in Erzberger & Co. und später in Erzberger & Söhne umfirmierte. Im Jahr 1882 geriet dieses Bankinstitut in wirtschaftliche Schwierigkeiten und musste Konkurs anmelden.
Noch im selben Jahr gründete er im Augsburger Schaezlerpalais das Bankhaus Friedrich Schmid & Co. und bezog wenig später das gegenüberliegende Stammhaus der Bank in der Maximilianstraße 65. Im Rahmen der Gründung übernahm er einen Teil der Kunden und Angestellten des in Liquidation befindlichen Bankhauses des im Jahr 1949 verstorbenen Johann Gottlob Freiherr von Süßkind.
Schmid gehörte im Jahr 1851 zu den Initiatoren der Augsburger Baumwollspinnerei am Stadtbach. Die Mechanische Baumwollspinnerei und -weberei Augsburg, deren Aufsichtsrat er seit 1837, ab 1843 als Vorsitzender, angehörte, benötigte dringend einen Zulieferer. Seine Bank sorgte für die Platzierung der Aktien des neu zu gründenden Unternehmens.
Nach Schmids plötzlichem Tod übernahm sein Bruder Paul Johann Carl Schmid sen. interimistisch die Leitung, jedoch stagnierte das Unternehmen unter seiner Leitung. Erst nachdem im Jahr 1868 Paul Schmid jun., der älteste Sohn des Verstorbenen die Geschäftsführung übernommen hatte, konnte an die früheren Erfolge angeknüpft werden.